# Smartspice
Smartspice是一个高品质的商用级别通用电路仿真软件，用于非线性DC、非线性瞬态和线性AC分析。 Smartspice通过同步计算所有电路组件的行为来仿真电路。通过其众多的可靠模型，SMARTSPICE 基于物理特性和电学参数的仿真来仿真复杂电路的行为。其可仿真包含由下列元件组成的电路和子电路，包括电阻、电容、电感器、互感器、独立电压、电流源、依赖电源、传输线、开关，以及5种最常见的半导体器件：二极管、结型场效应管、双极性晶体管、金屬氧化物半導體場效電晶體和金属半导体场效应管。
Smartspice是精深研发的成果。其具竞争力的速度、高级的收敛性、高度的精确度以及强大的预/后处理能力的特征，使之领先于所有其他的商用电路仿真器。
Smartspice可用于多种操作平台，包括Windows、 UNIX和Linux系统。支持的平台详情如下：
- SUN Solaris 9, 10 (64 bits)
- Windows XP (32 bits)
- Red Hat Enterprise Linux 3, 4 (32 bits)
- Red Hat Enterprise Linux 3, 4 (64 bits)

Smartspice可仿真电路的大小仅受电脑硬件和操作系统的限制。